# Crawley Edge Boatshed
El Crawley Edge Boatshed, comúnmente conocido como la Blue Boat House, es un varadero ubicado en el río Swan en Crawley en Perth, Australia Occidental. Un punto de referencia bien conocido, el embarcadero fue construido en la década de 1930, y desde la década de 1940 ha sido propiedad principalmente de la familia Nattrass.

## Historia
El embarcadero fue construido originalmente en la década de 1930. Primero llegó a manos de la familia Nattrass cuando Roland y Joyce Nattrass compraron la tierra detrás de ella en 1944 como el sitio para su casa familiar. El agente de bienes raíces insistió en que el embarcadero se comprara con la tierra por cinco libras adicionales.
En 1972, Roland Nattrass le dio el embarcadero a Ron Armstrong, un mecenas de los Exploradores del Mar de Perth. Un embarcadero un poco más grande fue construido alrededor del original. En la década de 1990, la propiedad del embarcadero pasó a Barry Kollman, un marinero del Real Club de Yates de Perth.
En 2001, el embarcadero fue puesto a la venta y comprado por Peter Nattrass, hijo de Roland Nattrass y Lord Mayor de Perth en ese momento. El embarcadero se había deteriorado mucho por entonces. Ante las amenazas del gobierno de demolerlo y retirarlo, la familia comenzó a reconstruirlo. Por sugerencia de una amiga de la familia, la miembro federal local del parlamento Julie Bishop, el embarcadero fue repintado en un intenso color azul. El 6 de febrero de 2004, el cobertizo reacondicionado fue relanzado por el regatista de Perth Jon Sanders y el marinero de Perth David Dicks.
También se le dio un lavado de cara a finales de 2015, que incluyó el repintado del exterior y la sustitución del embarcadero de madera por uno nuevo con pilones de acero.

## Turismo
En el siglo 21, el embarcadero se ha convertido en un icono australiano, y la atracción estrella para los turistas que visitan Perth desde Asia. A partir de junio de 2019, el hashtag #blueboathouse tenía miles de publicaciones de Instagram a su nombre. Un artículo de CNN publicado ese mes afirmó que el embarcadero era la atracción de viaje más fotografiada en Perth, por delante de Elizabeth Quay, Cathedral Square y el Campanario en Barrack Square. Otro artículo publicado ese mes, en el sitio web The Conversation, afirmó que el embarcadero se había convertido en el segundo lugar más popular de Perth para selfies de turistas, y que la publicidad en las redes sociales sobre el embarcadero había generado conciencia global sobre Perth potencialmente por valor de millones de dólares.
Según Tom Nattrass, las imágenes del embarcadero han sido utilizadas en material de marketing para Singapore Airlines, Qantas y en anuncios japoneses. En marzo de 2019, un grupo de turistas que se acercaron para tomarse selfies en el embarcadero incluyó a una mujer de Singapur que le dijo a The West Australian: "Todos los de Singapur que visitan Perth se toman una foto aquí, está en las redes sociales". Una visitante de Tailandia le dijo a ABC News en junio de 2019 que parejas jóvenes de su país viajarían al embarcadero para participar en sesiones de fotos previas a la boda. Otra visitante, de Malasia, dijo que había viajado a Perth específicamente para tomarse una foto con él.
En una reunión de la ciudad de Perth celebrada el 28 de mayo de 2019, los comisionados de la ciudad resolvieron, debido al aumento de visitantes al embarcadero, la cercana estatua de Eliza y la cervecería Old Swan, gastar AUD 400,000 en un nuevo inodoro solar "independiente" en Quarry Point, entre el embarcadero y la cervecería. La construcción del inodoro debía completarse en agosto de 2019.
A mediados de julio de 2019 el embarcadero fue envuelto de forma temporal, y polémicamente, con láminas de plástico rojas como homenaje al equipo de fútbol Manchester United, que visitaba Perth para jugar dos partidos amistosos. El 14 de julio de 2019, tres de los jugadores del equipo, Tahith Chong, Axel Tuanzebe y Joel Pereira, visitaron y fueron fotografiados en el embarcadero envuelto.